# Ceratopogon parvula
Ceratopogon parvula är en tvåvingeart som först beskrevs av Jean-Jacques Kieffer 1925.  Ceratopogon parvula ingår i släktet Ceratopogon och familjen svidknott. Inga underarter finns listade i Catalogue of Life.